# Santa Clara (Nuevo México)
Santa Clara es una villa ubicada en el condado de Grant en el estado estadounidense de Nuevo México. En el Censo de 2010 tenía una población de 1686 habitantes y una densidad poblacional de 504,24 personas por km².

## Geografía
Santa Clara se encuentra ubicada en las coordenadas 32°46′41″N 108°9′21″O / 32.77806, -108.15583. Según la Oficina del Censo de los Estados Unidos, Santa Clara tiene una superficie total de 3.34 km², de la cual 3.31 km² corresponden a tierra firme y (1.01%) 0.03 km² es agua.

## Demografía
Según el censo de 2010, había 1686 personas residiendo en Santa Clara. La densidad de población era de 504,24 hab./km². De los 1686 habitantes, Santa Clara estaba compuesto por el 78.65% blancos, el 0.83% eran afroamericanos, el 2.19% eran amerindios, el 0.06% eran asiáticos, el 0.3% eran isleños del Pacífico, el 13.94% eran de otras razas y el 4.03% pertenecían a dos o más razas. Del total de la población el 80.01% eran hispanos o latinos de cualquier raza.